# 820
820 (DCCCXX) fue un año bisiesto comenzado en domingo del calendario juliano, en vigor en aquella fecha.

## Acontecimientos
- En los Países Bajos, san Federico es nombrado obispo de Utrecht.
- En España, Bera es depuesto como conde de Barcelona. Le sucede Rampón.
- En Marca Hispánica Aznar Galindo logra la independencia de Aragón
- En Irak, el califa premia a Tahir (hijo de un esclavo) con el gobierno de Khurasán por su apoyo al califato. Gobierna de manera independiente de Bagdad, ni siquiera menciona el nombre del califa en las oraciones de los viernes, en reconocimiento de la autoridad del califa.
- En Bizancio, Miguel II sucede al asesinado emperador bizantino León V el Armenio.
- En Inglaterra, aproximadamente en este año se escribe la Historia Brittonum (historia de los británicos).
- En Munster (sur de Irlanda) Feidlimid mac Crimthainn asume el reinado.
- En Bagdad (Irak), el matemático musulmán Muhammad ibn Musa al-Jwarizmi funda el álgebra.

## Nacimientos
- Fortún Garcés de Pamplona, rey navarro (m. 906).
- Vimara Pérez, caudillo gallego.
- Rhodri Mawr (el Grande), gobernante de Gwynedd (Gales) (m. 878)
- Focio I (año aproximado), patriarca de Constantinopla (m. 891).

## Fallecimientos
- Adi Shankara (32), joven líder religioso hindú (n. 788).
- Borrell, conde de Osona y Cerdaña, militar visigodo catalán.
- Tang Xian Zong (42), emperador de China (n. 778)
- 24 de diciembre (45): León V el Armenio, emperador bizantino asesinado (n. 775).

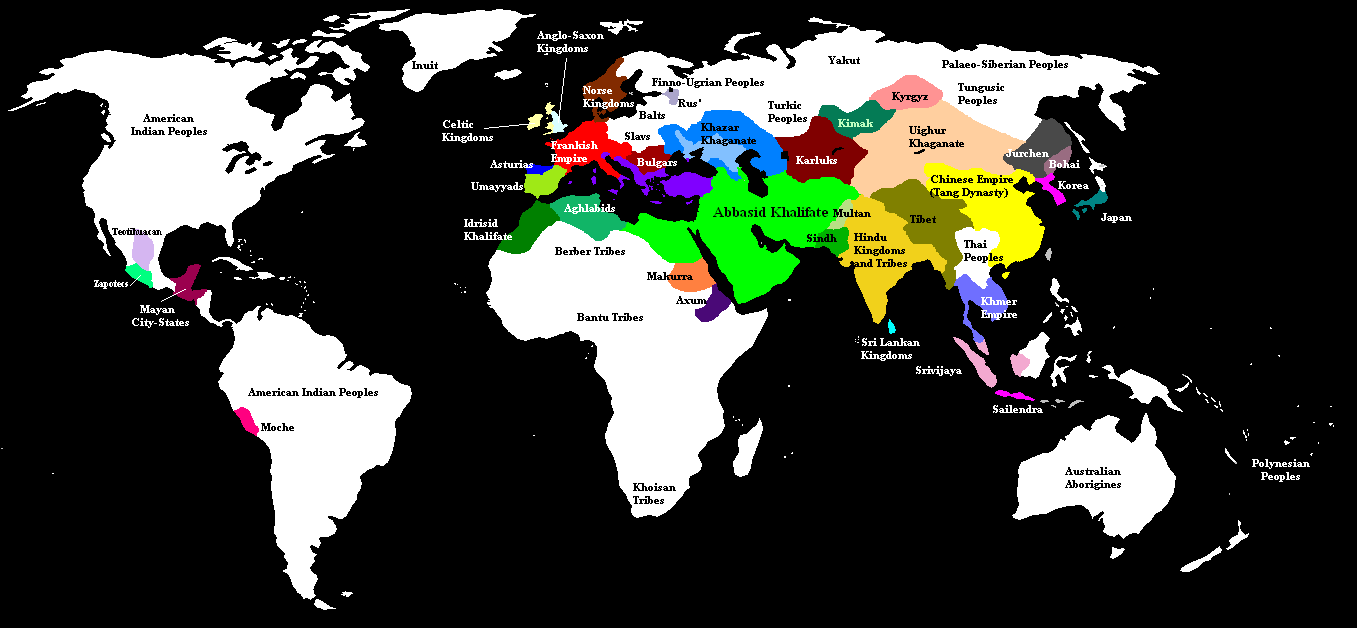
El mundo en el año 820.